# Campeonato Europeo de Esgrima de 2023
El XXXVI Campeonato Europeo de Esgrima se celebró en Plovdiv (Bulgaria) entre el 16 y el 18 de junio de 2023 bajo la organización de la Confederación Europea de Esgrima (CEE) y la Federación Búlgara de Esgrima.
Las competiciones se realizaron en el velódromo Kolodruma de la ciudad búlgara. En este campeonato solo se disputaron las pruebas individuales.

## Medallistas

### Masculino
| Evento                     | Oro                       | Plata                     | Bronce                                                    |
| -------------------------- | ------------------------- | ------------------------- | --------------------------------------------------------- |
| Florete individual (18.06) | Filippo Macchi · Italia   | Enzo Lefort Francia       | Rafaël Savin · Francia · Guillaume Bianchi · Italia       |
| Espada individual (16.06)  | Davide Di Veroli · Italia | Federico Vismara · Italia | Mateusz Antkiewicz · Polonia · Marco Brinkmann · Alemania |
| Sable individual (17.06)   | Sandro Bazadze Georgia    | András Szatmári · Hungría | Sébastien Patrice Francia Enver Yıldırım Turquía          |

### Femenino
| Evento                     | Oro                           | Plata                      | Bronce                                               |
| -------------------------- | ----------------------------- | -------------------------- | ---------------------------------------------------- |
| Florete individual (16.06) | Martina Batini · Italia       | Martina Favaretto · Italia | Francesca Palumbo · Italia · Alice Volpi · Italia    |
| Espada individual (17.06)  | Alexandra Louis-Marie Francia | Mara Navarria · Italia     | Nelli Differt Estonia Auriane Mallo Francia          |
| Sable individual (18.06)   | Manon Apithy-Brunet Francia   | Sara Balzer Francia        | Theodora Guntura · Grecia · Martina Criscio · Italia |

## Medallero
| Núm. | País     | Oro | Plata | Bronce | Total |
| ---- | -------- | --- | ----- | ------ | ----- |
| 1    | Italia   | 3   | 3     | 4      | 10    |
| 2    | Francia  | 2   | 2     | 3      | 7     |
| 3    | Georgia  | 1   | 0     | 0      | 1     |
| 4    | Hungría  | 0   | 1     | 0      | 1     |
| 5    | Alemania | 0   | 0     | 1      | 1     |
| 5    | Estonia  | 0   | 0     | 1      | 1     |
| 5    | Grecia   | 0   | 0     | 1      | 1     |
| 5    | Polonia  | 0   | 0     | 1      | 1     |
| 5    | Turquía  | 0   | 0     | 1      | 1     |
|      | TOTAL    | 6   | 6     | 12     | 24    |